# Škofce
Škofce este o localitate din comuna Laško, Slovenia, cu o populație de 26 de locuitori.